# Grand Prix Formule 1 van Singapore 2012
De Grand Prix Formule 1 van Singapore 2012 werd gehouden op 23 september 2012 op het Marina Bay Street Circuit. Het was de veertiende race van het jaar.

## Wedstrijdverslag

### Achtergrond

#### Schorsing Grosjean
Lotus-coureur Romain Grosjean veroorzaakte in de Grand Prix van België een startongeluk waarbij hijzelf, Ferrari-coureur Fernando Alonso, McLaren-coureur Lewis Hamilton en Sauber-coureur Sergio Pérez de race moesten staken. Hiervoor werd hij geschorst voor de daaropvolgende Grand Prix van Italië. De testrijder van Lotus, Jérôme d'Ambrosio, verving Grosjean voor die race. In Singapore keerde Grosjean weer terug in de Lotus.

#### DRS-systeem
De coureurs mogen hun DRS-systeem, net als in 2011, gebruiken na bocht 5. Ze mogen hun DRS open zetten op het rechte stuk dat via Raffles Boulevard leidt naar bocht 7, Memorial Corner, als ze binnen één seconde van hun voorganger rijden.

### Kwalificatie
Lewis Hamilton behaalde de pole position voor de race, zijn vijfde van het seizoen. Pastor Maldonado reed zijn Williams naar de tweede startplek en Red Bull-coureur Sebastian Vettel ging naar de derde tijd. Hamiltons teamgenoot Jenson Button beëindigde de kwalificatie als vierde, voor Fernando Alonso en de Force India van Paul di Resta. Vettels teamgenoot Mark Webber kwalificeerde zich als zevende en heeft Romain Grosjean naast zich op de achtste plaats. De Mercedessen van Michael Schumacher en Nico Rosberg zetten geen tijd neer in Q3 en startten als negende en tiende.
HRT-coureur Pedro de la Rosa heeft na afloop van de kwalificatie een straf van vijf plaatsen ontvangen omdat hij zijn versnellingsbak moest wisselen. Aangezien hij al vanaf de laatste plaats startte, had dit verder geen gevolgen. Ook Bruno Senna kreeg hiervoor een gridstraf, de versnellingsbak van zijn Williams liep te veel schade op na een crash in de kwalificatie.

### Race
Sebastian Vettel won de race, nadat Lewis Hamilton in de 23e ronde uitviel vanwege versnellingsbakproblemen. Jenson Button werd tweede en Fernando Alonso maakte het podium vol. Paul di Resta werd vierde en behaalde hiermee het beste resultaat uit zijn carrière. Nico Rosberg eindigde als vijfde voor het Lotus-duo Kimi Räikkönen en Romain Grosjean. Felipe Massa stuurde zijn Ferrari naar de achtste plaats, Daniel Ricciardo werd in zijn Toro Rosso negende en Mark Webber behaalde het laatste punt.
Marussia-coureur Charles Pic kreeg na de race een tijdstraf van twintig seconden nadat hij in de derde vrije training inhaalde onder de rode vlag. Mark Webber kreeg een tijdstraf van twintig seconden na een onreglementaire inhaalactie op de Sauber van Kamui Kobayashi. Het laatste punt gaat nu naar Sergio Pérez.
Michael Schumacher kreeg na afloop van de race een gridstraf van tien plaatsen voor de volgende race, omdat hij achter op de Toro Rosso van Jean-Éric Vergne reed.

## Vrije trainingen
- Er wordt enkel de top 5 weergegeven.

| Vrije training 1 | Pos | No | Coureur          | Constructeur            | Tijd     |
| ---------------- | --- | -- | ---------------- | ----------------------- | -------- |
| Vrije training 1 | 1   | 1  | Sebastian Vettel | Red Bull Racing-Renault | 1:50.566 |
| Vrije training 1 | 2   | 4  | Lewis Hamilton   | McLaren-Mercedes        | 1:50.615 |
| Vrije training 1 | 3   | 3  | Jenson Button    | McLaren-Mercedes        | 1:51.459 |
| Vrije training 1 | 4   | 5  | Fernando Alonso  | Ferrari                 | 1:51.525 |
| Vrije training 1 | 5   | 18 | Pastor Maldonado | Williams-Renault        | 1:51.576 |
| Vrije training 2 | Pos | No | Coureur          | Constructeur            | Tijd     |
| Vrije training 2 | 1   | 1  | Sebastian Vettel | Red Bull Racing-Renault | 1:48.340 |
| Vrije training 2 | 2   | 3  | Jenson Button    | McLaren-Mercedes        | 1:48.651 |
| Vrije training 2 | 3   | 5  | Fernando Alonso  | Ferrari                 | 1:48.896 |
| Vrije training 2 | 4   | 2  | Mark Webber      | Red Bull Racing-Renault | 1:48.964 |
| Vrije training 2 | 5   | 4  | Lewis Hamilton   | McLaren-Mercedes        | 1:49.086 |
| Vrije training 3 | Pos | No | Coureur          | Constructeur            | Tijd     |
| Vrije training 3 | 1   | 1  | Sebastian Vettel | Red Bull Racing-Renault | 1:47.947 |
| Vrije training 3 | 2   | 4  | Lewis Hamilton   | McLaren-Mercedes        | 1:48.272 |
| Vrije training 3 | 3   | 5  | Fernando Alonso  | Ferrari                 | 1:48.623 |
| Vrije training 3 | 4   | 12 | Nico Hülkenberg  | Force India-Mercedes    | 1:48.859 |
| Vrije training 3 | 5   | 9  | Kimi Räikkönen   | Lotus-Renault           | 1:48.865 |

Testcoureurs:
- Ma Qing Hua (HRT-Cosworth; P24)

## Kwalificatie
| Pos                 | No | Coureur            | Constructeur            | Q1       | Q2        | Q3        | Grid |
| ------------------- | -- | ------------------ | ----------------------- | -------- | --------- | --------- | ---- |
| 1                   | 4  | Lewis Hamilton     | McLaren-Mercedes        | 1:48.285 | 1:46.665  | 1:46.362  | 1    |
| 2                   | 18 | Pastor Maldonado   | Williams-Renault        | 1:49.494 | 1:47.602  | 1:46.804  | 2    |
| 3                   | 1  | Sebastian Vettel   | Red Bull Racing-Renault | 1:48.240 | 1:46.791  | 1:46.905  | 3    |
| 4                   | 3  | Jenson Button      | McLaren-Mercedes        | 1:49.381 | 1:47.661  | 1:46.939  | 4    |
| 5                   | 5  | Fernando Alonso    | Ferrari                 | 1:49.391 | 1:47.567  | 1:47.216  | 5    |
| 6                   | 11 | Paul di Resta      | Force India-Mercedes    | 1:48.028 | 1:47.667  | 1:47.241  | 6    |
| 7                   | 2  | Mark Webber        | Red Bull Racing-Renault | 1:48.717 | 1:47.513  | 1:47.475  | 7    |
| 8                   | 10 | Romain Grosjean    | Lotus-Renault           | 1:47.668 | 1:47.529  | 1:47.788  | 8    |
| 9                   | 7  | Michael Schumacher | Mercedes                | 1:49.546 | 1:47.823  | geen tijd | 9    |
| 10                  | 8  | Nico Rosberg       | Mercedes                | 1:49.463 | 1:47.943  | geen tijd | 10   |
| 11                  | 12 | Nico Hülkenberg    | Force India-Mercedes    | 1:49.547 | 1:47.945  |           | 11   |
| 12                  | 9  | Kimi Räikkönen     | Lotus-Renault           | 1:48.169 | 1:48.261  |           | 12   |
| 13                  | 6  | Felipe Massa       | Ferrari                 | 1:49.767 | 1:48.344  |           | 13   |
| 14                  | 15 | Sergio Pérez       | Sauber-Ferrari          | 1:49.055 | 1:48.505  |           | 14   |
| 15                  | 16 | Daniel Ricciardo   | STR-Ferrari             | 1:49.023 | 1:48.774  |           | 15   |
| 16                  | 17 | Jean-Éric Vergne   | STR-Ferrari             | 1:49.564 | 1:48.849  |           | 16   |
| 17                  | 19 | Bruno Senna        | Williams-Renault        | 1:49.809 | geen tijd |           | 22   |
| 18                  | 14 | Kamui Kobayashi    | Sauber-Ferrari          | 1:49.933 |           |           | 17   |
| 19                  | 21 | Vitaly Petrov      | Caterham-Renault        | 1:50.846 |           |           | 18   |
| 20                  | 20 | Heikki Kovalainen  | Caterham-Renault        | 1:51.137 |           |           | 19   |
| 21                  | 24 | Timo Glock         | Marussia-Cosworth       | 1:51.370 |           |           | 20   |
| 22                  | 25 | Charles Pic        | Marussia-Cosworth       | 1:51.762 |           |           | 21   |
| 23                  | 23 | Narain Karthikeyan | HRT-Cosworth            | 1:52.372 |           |           | 23   |
| 24                  | 22 | Pedro de la Rosa   | HRT-Cosworth            | 1:53.355 |           |           | 24   |
| 107% tijd: 1:55.226 |    |                    |                         |          |           |           |      |

## Race
| Pos | No | Coureur            | Constructeur            | Rondes | Tijd/Oorzaak uitval | Grid | Punten |
| --- | -- | ------------------ | ----------------------- | ------ | ------------------- | ---- | ------ |
| 1   | 1  | Sebastian Vettel   | Red Bull Racing-Renault | 59     | 2:00:26.144         | 3    | 25     |
| 2   | 3  | Jenson Button      | McLaren-Mercedes        | 59     | +8.959              | 4    | 18     |
| 3   | 5  | Fernando Alonso    | Ferrari                 | 59     | +15.227             | 5    | 15     |
| 4   | 11 | Paul di Resta      | Force India-Mercedes    | 59     | +19.063             | 6    | 12     |
| 5   | 8  | Nico Rosberg       | Mercedes                | 59     | +34.784             | 10   | 10     |
| 6   | 9  | Kimi Räikkönen     | Lotus-Renault           | 59     | +35.759             | 12   | 8      |
| 7   | 10 | Romain Grosjean    | Lotus-Renault           | 59     | +36.698             | 8    | 6      |
| 8   | 6  | Felipe Massa       | Ferrari                 | 59     | +42.829             | 13   | 4      |
| 9   | 16 | Daniel Ricciardo   | STR-Ferrari             | 59     | +45.820             | 15   | 2      |
| 10  | 15 | Sergio Pérez       | Sauber-Ferrari          | 59     | +50.619             | 14   | 1      |
| 11  | 2  | Mark Webber        | Red Bull Racing-Renault | 59     | +1:07.175           | 7    |        |
| 12  | 24 | Timo Glock         | Marussia-Cosworth       | 59     | +1:31.918           | 20   |        |
| 13  | 14 | Kamui Kobayashi    | Sauber-Ferrari          | 59     | +1:37.141           | 17   |        |
| 14  | 12 | Nico Hülkenberg    | Force India-Mercedes    | 59     | +1:39.413           | 11   |        |
| 15  | 20 | Heikki Kovalainen  | Caterham-Renault        | 59     | +1:47.467           | 19   |        |
| 16  | 25 | Charles Pic        | Marussia-Cosworth       | 59     | +2:12.925           | 21   |        |
| 17  | 22 | Pedro de la Rosa   | HRT-Cosworth            | 58     | +1 ronde            | 24   |        |
| 18  | 19 | Bruno Senna        | Williams-Renault        | 57     | Motor               | 22   |        |
| 19  | 21 | Vitaly Petrov      | Caterham-Renault        | 57     | +2 ronden           | 18   |        |
| DNF | 17 | Jean-Éric Vergne   | STR-Ferrari             | 39     | Botsing             | 16   |        |
| DNF | 7  | Michael Schumacher | Mercedes                | 39     | Botsing             | 9    |        |
| DNF | 18 | Pastor Maldonado   | Williams-Renault        | 36     | Hydraulica          | 2    |        |
| DNF | 23 | Narain Karthikeyan | HRT-Cosworth            | 30     | Ongeval             | 23   |        |
| DNF | 4  | Lewis Hamilton     | McLaren-Mercedes        | 22     | Versnellingsbak     | 1    |        |

## Standen na de Grand Prix
- Er wordt enkel de top 5 weergegeven.

### Coureurs
| Positie | Nummer | Rijder           | Team                    | Punten |
| ------- | ------ | ---------------- | ----------------------- | ------ |
| 1       | 5      | Fernando Alonso  | Ferrari                 | 194    |
| 2       | 1      | Sebastian Vettel | Red Bull Racing-Renault | 165    |
| 3       | 9      | Kimi Räikkönen   | Lotus-Renault           | 149    |
| 4       | 4      | Lewis Hamilton   | McLaren-Mercedes        | 142    |
| 5       | 2      | Mark Webber      | Red Bull Racing-Renault | 132    |

### Constructeurs
| Positie | Nummers | Team                    | Rijders                         | Punten |
| ------- | ------- | ----------------------- | ------------------------------- | ------ |
| 1       | 1 2     | Red Bull Racing-Renault | Sebastian Vettel Mark Webber    | 297    |
| 2       | 3 4     | McLaren-Mercedes        | Jenson Button Lewis Hamilton    | 261    |
| 3       | 5 6     | Ferrari                 | Fernando Alonso Felipe Massa    | 245    |
| 4       | 9 10    | Lotus-Renault           | Kimi Räikkönen Romain Grosjean  | 231    |
| 5       | 7 8     | Mercedes                | Michael Schumacher Nico Rosberg | 136    |

## Noot
- Dit was de driehonderdste Grand Prix-start voor Michael Schumacher.
- Eerste snelste ronde voor Nico Hülkenberg.